# جون ترينت
جون ترينت (بالإنجليزية: John Trent)‏ هو كاتب وكاتب للأطفال أمريكي، ولد في 10 يونيو 1952.